# Улица Гагарина (Чебоксары)

Памятник Гагарину на пересечении с проспектом Ленина

У́лица Гага́рина — улица в центральной части города Чебоксары Чувашской Республики. Пролегает сразу в двух административных районах — Ленинском и Калининском.

## Происхождение названия
Улица получила своё имя 14 апреля 1961 года в честь космического полёта Ю. А. Гагарина после переименования Южной полукольцевой улицы (1-я Южная полукольцевая).

## Здания и сооружения
- № 1 — Центральный рынок
- № 10А — Детская музыкальная школа им. С. М. Максимова
- № 14,  памятник архитектуры (региональный) — Русский драматический театр[3][4]
- № 22а — администрация Ленинского района г. Чебоксары
- № 34 — гостиница «Россия»
- № 40 — стадион «Спартак»

## Памятники
- памятник архитектуры (региональный) Памятник Герою Советского Союза, лётчику-космонавту СССР Ю. А. Гагарину на перекрёстке улицы Гагарина и проспекта Ленина (скульптор Г. Н. Постников, архитектор Б. М. Шимарёв; памятник открыт 12 апреля 1976 года, является своеобразным подарком Чебоксарам от студии военных художников им. М. Б. Грекова)[4][5].
- памятник архитектуры (региональный) Памятное место, где находился дом, в котором в 1887 г. родился В. И. Чапаев. У подножья надпись: «Здесь стоял дом, в котором родился и жил в 1887—1897 годах В. И. Чапаев» (Авторы: художник А. И. Иванов и общественный директор Музея В. И. Чапаева А. А. Рожков; памятник открыт 9 мая 1975 года)[4].

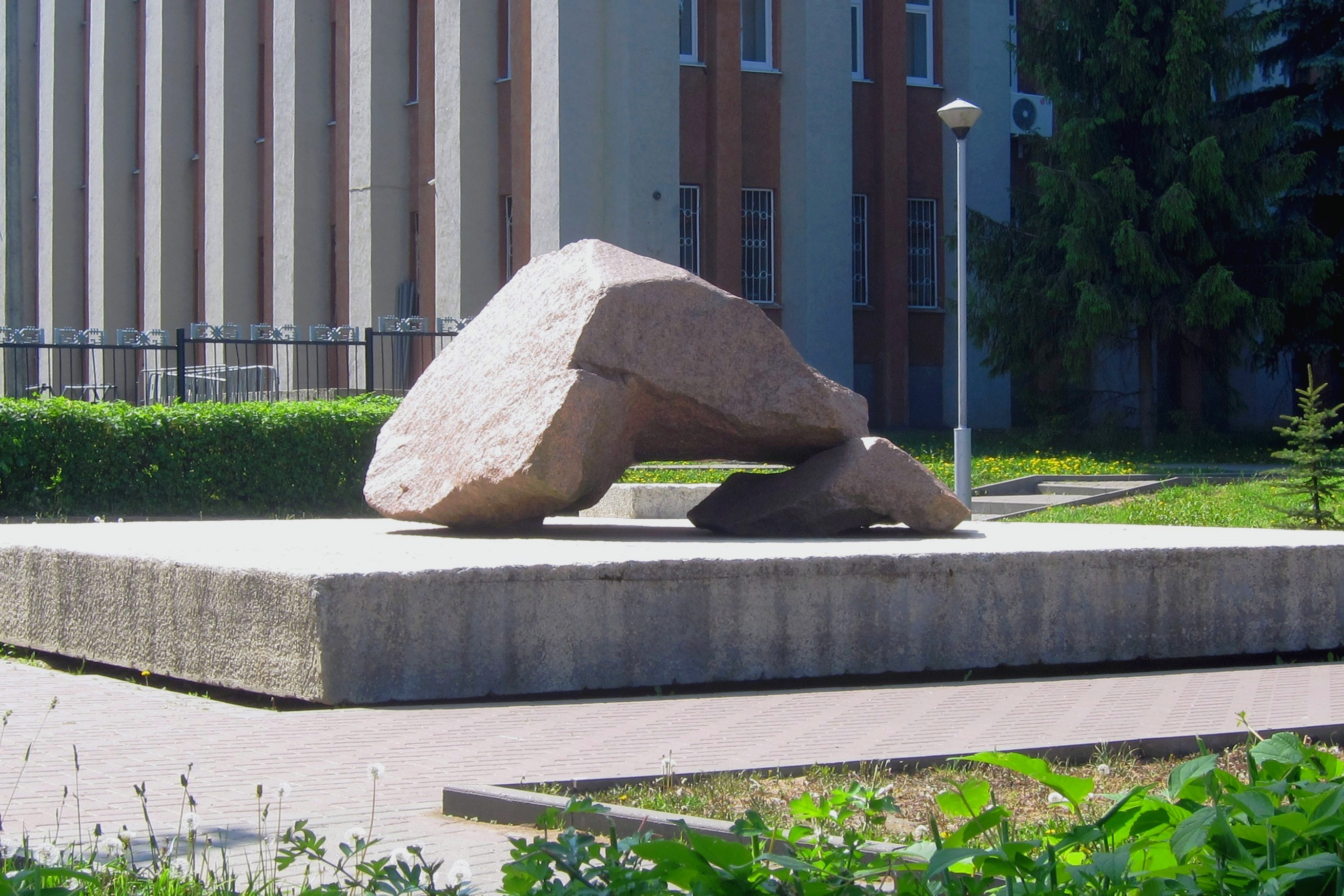
Памятный камень на месте, где в деревне Будайка стоял дом, в котором родился В. И. Чапаев

## Транспорт
- Автобус № 2707, 32/101, 45, 46[6]
- Троллейбус № 2, 6, 8, 9, 10, 11, 14, 15, 20[7]
- Маршрутные такси

## Смежные улицы
- Улица Юлиуса Фучика
- Проспект Ленина
- Улица Калинина